# Battaglia di Falkirk (1746)
La battaglia di Falkirk Muir (gaelico: Blàr na h-Eaglaise Brice), conosciuta anche come battaglia di Falkirk e fu combattuta il 17 gennaio 1746 durante la seconda insurrezione giacobita del 1745. Nonostante la vittoria giacobita, la mancanza di coordinamento ha significato il non essere riusciti a trarre vantaggio dal successo ottenuto e l'impatto limitato che poi ha avuto nella campagna.
Il campo di battaglia è stato catalogato e protetto dalla Historic Scotland ai sensi dell'Historic Environment (Amendment) Act del 2011.

## Antefatto
Sebbene l'invasione dell'Inghilterra abbia avuto pochi benefici tangibili, raggiungere Derby e tornare in Scozia è stato un notevole risultato militare. Ciò ha portato nuove reclute, mentre alla fine di novembre John Drummond è arrivato dalla Francia con armi, denaro e 150 regolari irlandesi e scozzesi. All'inizio di gennaio, il morale ed il numero dei giacobiti erano al loro apice con 8000-9000 effettivi. Il successo ad Inverurie il 23 dicembre diede ai giacobiti il controllo temporaneo del nord-est, che ora tentavano di estendersi nelle pianure centrali. Il loro obiettivo era il castello di Stirling, una delle fortificazioni più forti di Scozia e una posizione di grande importanza strategica che controllava l'accesso tra le Highlands e le Lowlands.
Diviso in due colonne, l'esercito principale lasciò Glasgow il 4 gennaio per Stirling, dove si sarebbe incontrato con le truppe di Drummond. Lord George Murray e la prima colonna marciarono su Falkirk, poi girarono a nord verso Stirling, lasciando un distaccamento di cavalleria sotto Lord Elcho a Linlithgow per pattugliare la strada di Edimburgo.

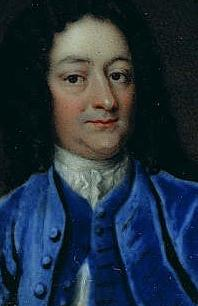
Henry Hawley, comandante governativo a Falkirk

Il secondo passò per Kilsyth, in rotta verso Bannockburn, dove il principe Carlo stabilì il suo quartier generale a Bannockburn House, di proprietà del giacobita Sir Hugh Paterson. Sebbene la città di Stirling si fosse arresa rapidamente, il castello era una sfida molto più grande, con forti difese e una guarnigione di 600-700 soldati al comando di William Blakeney, un esperto e determinato veterano irlandese. Le operazioni di assedio iniziarono l'8 gennaio ma per una serie di motivi i progressi furono lenti.
Il 13 gennaio, Henry Hawley, comandante governativo di Scozia, ordinò al suo vice maggiore generale John Huske e a 4000 uomini di avanzare su Stirling, mentre lui lo seguiva con altri 3000. Raggiunsero Falkirk il 15 gennaio e si accamparono appena fuori città; Murray si ritirò a Plean Muir, a sud-est di Bannockburn, dove fu raggiunto da Carlo e O'Sullivan, con tutte le truppe che potevano essere riaparmiate dall'assedio.

## La battaglia
La carenza di leadership in entrambe le parti avrebbero avuto un impatto significativo nella battaglia. Hawley aveva comandato i dragoni a Sheriffmuir nel 1715 e sopravvalutava la vulnerabilità degli Highlanders contro la cavalleria, e sottovalutando seriamente le loro qualità di combattenti ed il numero effettivo. Il comando maggiore giacobita era diviso tra Carlo e i suoi consiglieri in esilio da un lato e gli scozzesi dall'altro, con molti degli aiutanti di Carlo che affermavano apertamente che Murray era un traditore.
Quando Hawley non riuscì ad attaccare il 16 gennaio, Murray, Carlo e O'Sullivan accettarono di passare all'offensiva la mattina del 17. Alcuni dei regolari di Drummond marciarono verso Stirling per distrarre gli esploratori governativi, mentre gli Highlanders di Murray presero posizione sulle alture a sud, sopra il campo. Furono aiutati dalla supposizione di che fece Hawley che non avrebbero osato attaccare lui e la sua posizione a un miglio di distanza da Callendar House. Secondo un aiutante cominciarono "a battere sulle armature" alle 12:00, poi si sono ritirati e solo alle 14:30 Hawley si è reso conto della gravità della situazione. Il tempo cambiò improvvisamente e iniziò a piovere e nevicare pesantemente, con un forte vento che soffiava direttamente in faccia alle truppe di Hawley.
L'esercito governativo si spostò a sud su Maggie Wood's Loan oltre la Bantaskin House e su per il pendio della cresta di Falkirk. Nonostante il loro precedente fallimento a Prestonpans, i dragoni aprirono la strada, un ordine che il loro comandante Francis Ligonier avrebbe considerato "il più straordinario mai dato". I loro cavalli hanno trasformato la pista in un pantano, rallentando la fanteria, mentre i cannoni nella parte posteriore si sono incastrati e non potevano essere liberati in tempo per prendere parte alla battaglia. La pioggia colpì anche le cartucce della polvere nera della fanteria; in seguito è stato stimato che uno su quattro dei moschetti si è inceppato.
I dragoni si fermarono sul lato opposto dell'altura, con una palude alla loro sinistra mentre la fanteria si schierava alla loro destra. La prima linea era costituita dai dragoni, poi da sei battaglioni di fanteria veterana; una seconda linea con altri cinque battaglioni di fanteria, poi il reggimento di Howard e 1000 uomini della milizia di Argyll dietro. L'inesperta milizia di Glasgow non era considerata una truppa da prima linea e dispiegò diverse centinaia di metri dietro i dragoni a sinistra. Ad opporsi a loro c'era una prima linea composta dai reggimenti delle Highland, dietro le unità delle Lowlands, poi un piccolo numero di cavalleria e 150 regolari della Brigata Irlandese Francese nella parte posteriore. Murray smontò da cavallo e marciò con i MacDonald all'estrema destra, di fronte ai dragoni: in modo cruciale, si assicurò che rimanessero in linea e ordinò al suo primo rango di non sparare finché non avesse dato la parola.

Mappa schematica della battaglia in mezzo a South Bantaskine House

Murray in seguito dichiarò che la posizione scelta significava "l'esercito delle Highlands aveva tutti i vantaggi che la natura o l'arte potevano dare loro". Tuttavia, fu indebolito da uno scarso coordinamento e Drummond, che era stato nominato per comandare la sinistra giacobita, era assente quando iniziò la battaglia. Arrivò poco dopo, ma ciò significava che mancava un comandante anziano all'inizio dell'azione e mentre Murray esortava Carlo a nominare una alternativa ma non ci riuscì.
Poco dopo le 16:00, Ligonier e i suoi tre reggimenti di dragoni attaccarono i MacDonald, che aspettarono finché non arrivarono a tiro di pistola, quindi spararono una singola raffica. Come a Prestonpans, fuggirono in disordine; limitato dalla palude a sinistra, il reggimento di Cobham si diresse a nord mentre gli altri due cavalcavano sopra la fanteria che si stava formando alle loro spalle. In pochi minuti l'intera sinistra fu spazzata via: tutto ciò che restava ai giacobiti per ottenere una vittoria schiacciante era aggregarsi alla destra di Hawley. Tuttavia, i MacDonald e l'intera linea del fronte caricarono giù per la collina e iniziarono a saccheggiare il campo governativo, mentre il terreno in pendenza e la mancanza di visibilità lasciavano Murray incapace di accertare dove fossero gli altri. Tre battaglioni sotto Huske e Cholmondeley mantennero le loro posizioni, protetti dal burrone sul loro fronte e respinsero gli attacchi della sinistra giacobita. Questi ultimi poi sono fuggiti a loro volta, e secondo O'Sullivan, molti non si sono fermati fino a quando non hanno raggiunto Stirling "dove avevano ceduto e perso il confronto della giornata".
L'oscurità, la tempesta continua e la confusione generale da entrambe le parti posero fine alla battaglia; Hawley inizialmente si ritirò a Falkirk, ma la maggior parte del suo esercito fu sparso sulla strada per Linlithgow, e alla fine tornarono a Edimburgo dove si riformarono. Il Capitano Archibald Cunningham, comandante dell'artigliera governativa, abbandonò i suoi cannoni e usò i cavalli da strasporto per fuggire. Quando gli uomini di Huske si sono ritirati, hanno portato con sé alcune delle pistole, ma la maggior parte è stata lasciata indietro e Cunningham in seguito si suicidò. Ligonier, che lasciò il suo capezzale a Edimburgo per prendere il comando, morì poco dopo, mentre la severità del tempo fu dimostrata dal fatto che Cholmondeley soffrì di una grave esposizione alle intemperie.
Come nella maggior parte delle battaglie del periodo, molte vittime si sono verificate durante l'inseguimento, uno schema ripetuto a Culloden in aprile ma con i ruoli invertiti. È generalmente accettato che i giacobiti ebbero 50 morti e 80 feriti, per lo più alla loro sinistra, mentre le forze governative persero circa 70 morti, più altri 200-300 feriti e dispersi. I morti includevano venti ufficiali, tra cui Sir Robert Munro e suo fratello minore Duncan, che furono uccisi durante l'inseguimento e poi sepolti a St. Modan's, Falkirk.

## Conseguenze

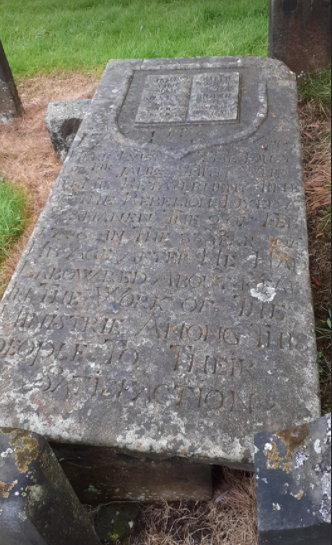
La tomba di Rev James Smith (1713-1746), morto per le ferite riportate durante la battaglia di Falkirk Muir, cimitero di Larbert

Sebbene sia stato un successo giacobita, Falkirk è stata descritta come una vittoria "vuota", poiché lo scarso comando e il coordinamento li hanno privati dell'ultima opportunità di sconfiggere in modo decisivo i loro avversari. Un fattore era la confusione sul risultato; dalla loro posizione a sinistra, Carlo e O'Sullivan inizialmente pensavano di essere stati sconfitti. Murray incolpò pubblicamente Drummond per essere arrivato in ritardo e non aver sostenuto il suo avanzamento sulla destra, mentre Drummond incolpò Murray per il fallimento dei tre reggimenti di MacDonald nel portare dalla loro parte l'attacco. Murray ha anche accusato O'Sullivan di codardia, anche se il resoconto ufficiale di Sheridan gli attribuiva il merito di aver schierato "parte dell'ala sinistra". Tra queste recriminazioni, Carlo tornò a Bannockburn, dove si ammalò, lasciando Murray e gli Highlanders a Falkirk.
Il 29 gennaio, Cumberland arrivò a Edimburgo e assunse il comando. Un certo numero di soldati furono successivamente giustiziati per diserzione; la scarsa leadership di Hawley aiutò materialmente i giacobiti ma, a differenza di Sir John Cope, non affrontò mai una corte marziale. Lo scrittore Horace Walpole sosteneva di essere "cinquanta volte più colpevole, poiché Cope aveva abortito per incapacità, Hawley per insolenza e negligenza".
Gli esuli non compresero che mentre gli obblighi militari della società dei clan consentivano ai capi di fornire un gran numero di uomini con breve preavviso, l'obbligo assunto che la guerra fosse a breve termine e raramente si svolgesse in inverno. Dopo una battaglia vittoriosa come quella di Prestonpans, molti tornarono a casa per assicurarsi il bottino e i capi clan non poterono impedire un simile flusso di "diserzioni" dopo Falkirk. Quando Cumberland riprese la sua avanzata il 30 gennaio, Carlo chiese a Murray di preparare un piano di battaglia, ma gli fu detto che l'esercito non era in grado di combattere. Ciò distrusse gli ultimi residui di fiducia tra le due parti; il 1º febbraio 1746 l'assedio di Stirling fu abbandonato e i giacobiti si ritirarono a Inverness.

## Falkirk Muir nella cultura popolare
Diverse canzoni sono state scritte per commemorare la battaglia, tra cuiThe Highlandmen Came Down the Hill e The Battle of Falkirk Muir, un attacco satirico al generale Hawley destinato ad essere cantato sulle note di Up and Waur Them A', Willie. Entrambe le canzoni sono in lingua scozzese e hanno poca somiglianza con la tradizione musicale gaelica, rivelando le loro origini delle Lowland nonostante i commenti sugli affari delle Highland. Sono apparsi per la prima volta in Jacobite Relics di James Hogg, e studiosi come Franklyn Bliss Snyder hanno notato che erano "sicuramente retrospettivi e possibilmente una sua opera [di Hogg]".
Il celebre poeta gaelico Duncan Ban MacIntyre, che combatté nella battaglia dalla parte dei governativi, scrisse due poesie sulle sue esperienze.